# فيليبرتو ريفيرا
فيليبرتو ريفيرا مواليد 28 سبتمبر 1982 في كارولينا، بورتوريكو، هو لاعب كرة سلة بورتوريكي. بدأ مسيرته الاحترافية في سنة 2003. حقق المركز الأول في دورة الألعاب الأمريكية 2011.

## المسيرة الاحترافية
لعب مع أرتلاند دراغونز في الدوري الألماني من سنة 2005 إلى 2007، ثم لعب مع باسكت نابولي في سنة 2007، ثم لعب مع نادي إيه إي كي لكرة السلة في موسم 2007–2008، ثم لعب مع بروس باسكتس في الدوري الألماني في موسم 2008–2009.

## الميداليات
| الميدالية | المسابقة                             |
| --------- | ------------------------------------ |
| برونزية   | بطولة أمم الأمريكتين لكرة السلة 2007 |
| فضية      | بطولة أمم الأمريكتين لكرة السلة 2009 |
| ذهبية     | دورة الألعاب الأمريكية 2011          |

## روابط خارجية
- فيليبرتو ريفيرا على موقع الاتحاد الدولي لكرة السلة (الإنجليزية)
- فيليبرتو ريفيرا على موقع كرة السلة الأوروبية.كوم (الإنجليزية)
- فيليبرتو ريفيرا على موقع كلية كرة السلة في سبورتس رفرنس.كوم (الإنجليزية)
- فيليبرتو ريفيرا على موقع ريلجم (الإنجليزية)
- فيليبرتو ريفيرا على موقع بروبوليرز (الإنجليزية)
- فيليبرتو ريفيرا على موقع سبورتس رفرنس (الإنجليزية)